# Verax (phim)
Verax là phim ngắn sản xuất vào 2013 với độ dài khoảng 5 phút, phim miêu tả những sự kiện liên quan đến Edward Snowden trong thời gian lẩn trốn ở Hồng Kông. Phim được nhà làm phim nghiệp dư tại Hồng Kông sản xuất và được đăng lên YouTube vào tháng 6 năm 2013. Phim có tên là Verax – mật danh mà Snowden dùng để liên lạc với nhà báo. Theo các nhà sản xuất thì đây là bộ phim đầu tiên được sản xuất về Snowden.

## Nội dung
Bộ phim được chia làm bốn phần gồm: Phần một, nói cuộc đối thoại của các nhân viên ở văn phòng của Cục Tình báo Trung ương Mỹ (CIA) ở Hồng Kông về Edward Snowden. Phần hai nói về thư từ của Snowden ký tên là Verax gửi cho một phóng viên của một cơ quan thông tấn Hồng Kông. Phần ba nói về cảnh sát Hồng Kông thảo luận về sự kiện Snowden và phần cuối cùng nói về sự chờ đợi về phần "người thổi còi".